# NGC 1295
NGC 1295 è una galassia lenticolare situata nella costellazione dell'Eridano, a una distanza di circa 230 milioni di anni luce dalla nostra Via Lattea.

## Scoperta
La galassia è stata scoperta il 17 ottobre 1886 dall'astronomo statunitense Ormond Stone.

## Descrizione
Nel database SIMBAD viene considerata un duplicato di NGC 1290.